# Piccolo-Quintett (Waterhouse)
Piccolo-Quintett ist der Kurzname eines Quintetts für Piccolo und Streichquartett von Graham Waterhouse. Das 1989 komponierte Werk wurde 1990 uraufgeführt. 2002 veröffentlichte der Zimmermann Musikverlag das Werk unter dem Titel „Quintett op. 26 für Piccoloflöte, 2 Violinen, Viola und Violoncello“.

## Geschichte
Der Komponist Graham Waterhouse war 1989 Cellist im Orchester des Schleswig-Holstein-Musik-Festivals, das damals von Sergiu Celibidache geleitet wurde. Die Piccolo-Spielerin des Orchesters regte eine Quintettkomposition an, Celibidache beeinflusste das Werk. Das einsätzige Quintett von ungefähr 16 Minuten ist in Sonatenform, gerahmt durch eine langsame Einleitung, die am Ende verändert wieder erscheint und dann in eine virtuose Coda mündet. Die Klangfarbe des Piccolo wird mit den Streichern ähnlich verbunden wie in Klarinettenquintetten. Das Quintett wurde am 1. Januar 1990 in London in einem Privatkonzert aufgeführt.
Das Quintett wurde 2002 im Zimmermann Musikverlag veröffentlicht. Es wurde am 13. Oktober 2002 im Rahmen des 1. Sergiu Celibidache Festival in München aufgeführt in einem Gesprächskonzert, in dem der Komponist den Einfluss Celibidaches auf das Werk erläuterte. Es musizierten Katharina Kutnewsky, Daniel Nodel, Anja Traub, Gunter Pretzel und der Komponist.
Am 5. Oktober 2003 wurde das Quintett im Gasteig im Graham Waterhouse Kammerkonzert aufgeführt, gespielt von Ulrich Biersack, Odette Couch, Kirsty Hilton, Isabel Charisius und dem Komponisten.
Das Quintet wurde 2007 von Gudrun Hinze und anderen Mitgliedern des Gewandhausorchester Leipzig auf CD aufgenommen und erschien unter dem Titel piccolo concert, kombiniert unter anderem mit Antonio Vivaldis Concerto für flautino, RV 443, und Erwin Schulhoffs Concertino.